# Josep Maria Pujol i Sanmartín
Josep Maria Pujol i Sanmartín (Barcelona, 1947 - Barcelona, 26 d'agost de 2012) va ser doctor en Filologia Catalana per la Universitat de Barcelona (1991) i professor titular de Departament de Filologia Catalana de la Universitat Rovira i Virgili (Tarragona). La seva activitat docent va abastar la literatura medieval catalana, la literatura romànica, l'escriptura tipogràfica i el folklore. Va reivindicar, renovar i revitalitzar l'estudi del folklore com a disciplina universitària. Col·laborava regularment amb altres universitats en estudis d'edició i disseny gràfic. Va escriure diversos llibres (alguns en col·laboració amb Joan Solà), capítols de llibre i articles sobre tipografia i ortotipografia. En la seva activitat de recerca va treballar entorn de la teoria i història de l'escriptura tipogràfica, la literatura oral popular i la literatura medieval.
L'any 1969 es va llicenciar en Filologia Catalana per la Universitat de Barcelona, on aprengué de professors com Martí de Riquer, Francisco Rico, Joan Bastardas i Antoni Comas. Fou corrector freelance, va ser redactor a la Gran Enciclopèdia Catalana entre 1967 i 1969, cap d'edició a Seix Barral entre 1971 i 1973 i després continuà en el món de l'edició com a copy editor independent. El 1979 va entrar al Departament de Filologia Catalana de la delegació de la Universitat de Barcelona a Tarragona, que després formaria part de la Universitat Rovira i Virgili (Tarragona). Va ser-ne professor titular des del 1992 fins a la seva mort. L'any 1982 va obtenir el grau de llicenciatura amb la tesi Contribució a l’índex de tipus de la rondalla catalana (1982), on catalogava la rondalla catalana segons el sistema Aarne-Thompson. Refermant d'aquesta manera els estudis catalogràfics previs sobre rondalles catalanes: de Joan Amades, realitzat per l'alemany Walter Anderson (1954), i el d'Antoni Maria Alcover, objecte de la tesi doctoral de Josep Antoni Grimalt (1975). L'any 1991 va obtenir el títol de Doctor a la Universitat de Barcelona amb una tesi que interpretava el Llibre dels feits de Jaume I des de la perspectiva de la narrativa folklòrica.
Va ensenyar història de la lletra, dels caràcters tipogràfics i del disseny editorial a l'Escola Eina (Barcelona). La seva investigació en el camp de l'escriptura tipogràfica s'ha concretat en publicacions que abracen el terreny de la puntuació (1989, en col·laboració amb Joan Solà) i l'ortotipografia en general (1995, també en col·laboració amb Joan Solà), la terminologia tècnica de la tipografia (2006), la composició tipogràfica de qualitat (2001b, 2002), l'editatge i el disseny del llibre (2009), la història de la tipografia moderna del segle xix (2005a, 2008a) i del xx (1998, 2005b, 2003), així com l'anàlisi de la inserció de l'Helvetica en la història de la tipografia moderna (2010). Pujol defensava que els mateixos autors dels textos havien de tenir coneixements ortotipogràfics i així poder prendre decisions en funció del contingut. Per això es va preocupar de recopilar, donar a conèixer i fixar normes d'ús en aquest camp. La seva Ortotipografia, escrita conjuntament amb Joan Solà (del qual el tractat de puntuació n'era un antecedent), ha estat, com menciona Jordi Llavina, el tractat de referència per a molts editors i escriptors.
L'any 2010 va enllestir una versió consultable en línia de la base de dades RondCat, que inclou les referències de totes les rondalles recollides de la tradició oral a les terres de llengua catalana i publicades entre 1853 i l'actualitat, fins a un total de 5000 registres classificats per argument. El 2010 estava treballant en una edició crítica del Llibre dels feits. Va morir el 26 d'agost de 2012 després de tres anys de sofrir els efectes de l'ELA.

## Obres destacades
- Ortotipografia. Manual de l'autor, l'autoeditor i el dissenyador gràfic [amb Joan Solà]. Barcelona: Columna, 1995. (2.ª ed., 1995; 3ª ed., 2000)